# Blind Faith (miniserie)
Blind Faith er en amerikansk miniserie fra 1990 af Paul Wendkos.

## Medvirkende
- Robert Urich som Robert O. Marshall
- Joanna Kerns som Maria Marshall
- David Barry Gray som Roby Marshall
- Jay Underwood som Chris Marshall
- Johnny Galecki som John Marshall
- Dennis Farina som Prosecutor Kelly
- Joe Spano som Sal Caccaro
- Doris Roberts som Tessie McBride